# Elephantomyia boliviensis
Elephantomyia boliviensis är en tvåvingeart som beskrevs av Alexander 1930. Elephantomyia boliviensis ingår i släktet Elephantomyia och familjen småharkrankar.
Artens utbredningsområde är Bolivia. Inga underarter finns listade i Catalogue of Life.